# Ministerium für das Hoch- und Fachschulwesen der DDR
Das Ministerium für Hoch- und Fachschulwesen (abgekürzt: MHF) der DDR war die ab 1967 mit ministeriellem Status versehene Behörde zur Koordination des Hoch- und Fachschulwesens der DDR.

## Zuständigkeit und Aufgaben
Das Ministerium war mit dem Erlass verschiedener Grundsatzdokumente und Direktiven für die langfristige Entwicklungsplanung im gesamten Hoch- und Fachschulbereich zuständig. Unter Beachtung der Vorgaben der staatlichen Plankommission und des Finanzministeriums konzipierte das Ministerium die jährlichen Studentenzahlen, Haushaltsmittel und Investitionen sowie Personalbedarf und Lohnzahlungen. Darüber hinaus nahm es auch bestimmenden Einfluss auf die Grundlagen und Inhalte der universitären Ausbildung, der Forschung und der Qualifizierung von Hoch- und Fachschulkadern.

## Geschichte
Die während ihres Bestehens stets dem Ministerrat der DDR angehörende Behörde wurde 1951 zunächst ohne ministeriellen Status als so genanntes „Staatssekretariat für Hochschulwesen“ gegründet. 1958 wurde der Name der Behörde in „Staatssekretariat für Hoch- und Fachschulwesen“ geändert. 1967 bekam die Behörde zusammen mit dem ministeriellen Status den Namen „Ministerium für das Hoch- und Fachschulwesen der DDR“. Von den 1950er Jahren bis 1970 hatte das Staatssekretariat bzw. Ministerium seinen Sitz im Gebäude des ehemaligen Geheimen Zivilkabinetts in der Wilhelmstraße 64 (bzw. ab 1964 Otto-Grotewohl-Straße; heute neu adressiert Wilhelmstraße 54).
Mit der Wende wurde das Ministerium aufgelöst. In der Regierung Modrow bestand ab dem 18. November 1989 das Ministerium für Bildung unter Minister Hans-Heinz Emons als Nachfolgeorganisation.

## Publikationen
Organ des Ministeriums war die Zeitschrift Das Hochschulwesen.

## Leiter

### Staatssekretäre
- Gerhard Harig (SED) (22. April 1951 bis 26. April 1957)
- Wilhelm Girnus (SED) (26. April 1957–1962)
- Ernst-Joachim Gießmann (SED) (1962–1967)

### Minister
- Ernst-Joachim Gießmann (SED) (1967–1970)
- Hans-Joachim Böhme (SED) (1970–1989)